# Żynkowszczyzna
Żynkowszczyzna – dawny folwark i zaścianek. Tereny, na których były położone, leżą obecnie na Białorusi, w obwodzie grodzieńskim, w rejonie oszmiańskim, w sielsowiecie Holszany.

## Historia
W czasach zaborów folwark i wieś w okręgu wiejskim Góreckowszczyzna, w gminie Holszany, w powiecie oszmiańskim, w guberni wileńskiej Imperium Rosyjskiego. W 1866 roku liczyły 13 dusz rewizyjnych, należały do dóbr Hołoblewszczyzna, własność Broniewskich. W 1905 roku wieś liczyła 26 mieszkańców, 35 dziesięcin, folwark – 6 mieszkańców, 11 dziesięcin, własność Stankiewicza.
W latach 1921–1945 folwark i zaścianek leżały w Polsce, w województwie wileńskim, w powiecie oszmiańskim, w gminie Krewo, a następnie w gminie Holszany.
W 1931 :
- zaścianek w 4 domach zamieszkiwało 28 osób[3]
- folwark w 2 domach zamieszkiwało 16 osób[3].

Wierni należeli do parafii rzymskokatolickiej w Bohdanowie i prawosławnej w Holszanach. Miejscowość podlegała pod Sąd Grodzki w Holszanach i Okręgowy w Wilnie; właściwy urząd pocztowy mieścił się w Bohdanowie.